# Bigmouth strikes again
Bigmouth strikes again is een single van de Britse alternatieve rockgroep The Smiths. Het nummer is de tweede single van het studioalbum The queen is dead uit 1986. Op 19 mei dat jaar werd het nummer op single uitgebracht.

## Achtergrond
De plaat werd uitluitend een hit op de Britse eilanden, Nieuw-Zeeland en het Nederlandse taalgebied. thuisland het Verenigd Koninkrijk werd de 26e positie in de UK Singles Chart behaald en in Nieuw-Zeeland de 40e positie.
In Nederland werd de plaat regelmatig gedraaid op de landelijke radiozenders en werd een radiohit in destijds twee landelijke hitlijsten. De plaat bereikte de 32e positie in de Nationale Hitparade en stond vier weken in de lijst genoteerd. In de Nederlandse Top 40 werd de 26e positie bereikt en stond totaal drie weken in deze lijst genoteerd. In de Europese hitlijst, de TROS Europarade, werd géén notering behaald.
In België bereikte de plaat de 38e positie in de voorloper van de Vlaamse Ultratop 50. In de Vlaamse Radio 2 Top 30 en in Wallonië werd géén notering behaald.
Sinds de editie van december 2016 staat de plaat genoteerd in de jaarlijkse NPO Radio 2 Top 2000 van de Nederlandse publieke radiozender NPO Radio 2.

## Nummer info
De gitaarpartij van Bigmouth strikes again werd in maart 1985 door Johnny Marr verzonnen tijdens een soundcheck gedurende de Meat is murder-tournee. Marr poogde een doordravend nummer te schrijven, met als grote voorbeeld Jumpin' Jack Flash van The Rolling Stones. De tekst werd in de zomer van het jaar geschreven door zanger Morrissey en behandelt zijn eigen "grote mond", zowel met zelfspot als met een hoon naar zijn critici.
Voor de achtergrondzang werd zangeres Kirsty MacColl uitgenodigd naar de studio, maar haar zangpartij werd uiteindelijk vervangen door de kunstmatig verhoogde stem van Morrissey. Deze stem werd gecrediteerd aan de fictieve Ann Coates, een woordspeling op de wijk Ancoats van Manchester.

## Nummer / tracklijst
Alle muziek en teksten zijn geschreven door Morrissey en Johnny Marr. 
| Nr. | Titel                    | Duur |
| --- | ------------------------ | ---- |
| 1.  | Bigmouth strikes again   | 3:12 |
| 2.  | Money changes everything | 4:40 |

| Nr. | Titel                    | Duur |
| --- | ------------------------ | ---- |
| 1.  | Bigmouth strikes again   | 3:12 |
| 2.  | Money changes everything | 4:40 |
| 3.  | Unloveable               | 3:54 |

## Bezetting
- Morrissey - zang
- Johnny Marr - gitaar
- Andy Rourke - basgitaar
- Mike Joyce - drumstel

## NPO Radio 2 Top 2000
| Nummer met noteringen in de NPO Radio 2 Top 2000 | '16  | '17  | '18  | '19  | '20  | '21  | '22  | '23  | '24 |
| ------------------------------------------------ | ---- | ---- | ---- | ---- | ---- | ---- | ---- | ---- | --- |
| Bigmouth Strikes Again                           | 1022 | 1031 | 1575 | 1183 | 1203 | 1305 | 1289 | 1114 | 946 |

1. ↑  Een vetgedrukt getal geeft de hoogste notering aan.
2. ↑  2016 was het eerste jaar met een notering voor dit nummer.